# Rhaphotittha platypternoides
Rhaphotittha platypternoides är en insektsart som först beskrevs av Heinrich Hugo Karny 1910.  Rhaphotittha platypternoides ingår i släktet Rhaphotittha och familjen gräshoppor. Inga underarter finns listade i Catalogue of Life.